# حسین علی شهاب
حسین علی شهاب (انگلیسی: Hussain Ali Shehab؛ زادهٔ ۱ ژانویهٔ ۱۹۸۵ بصره) یک بازیکن فوتبال عراقی تبار اهل قطر است.

## باشگاهی
از باشگاه‌هایی که در آن بازی کرده‌است می‌توان به لخویا، الاهلی، ام صلال و الغرافه اشاره کرد.

## تیم ملی
وی همچنین در تیم ملی فوتبال قطر بازی کرده است.